# Temple du Salin
Le temple du Salin est un lieu de culte protestant situé place du Salin, à Toulouse. Il est installé dans l'ancienne Trésorerie royale, bâtiment du XIIIe siècle remanié au cours des siècles. La paroisse est membre de l'Église protestante unie de France.

## Histoire

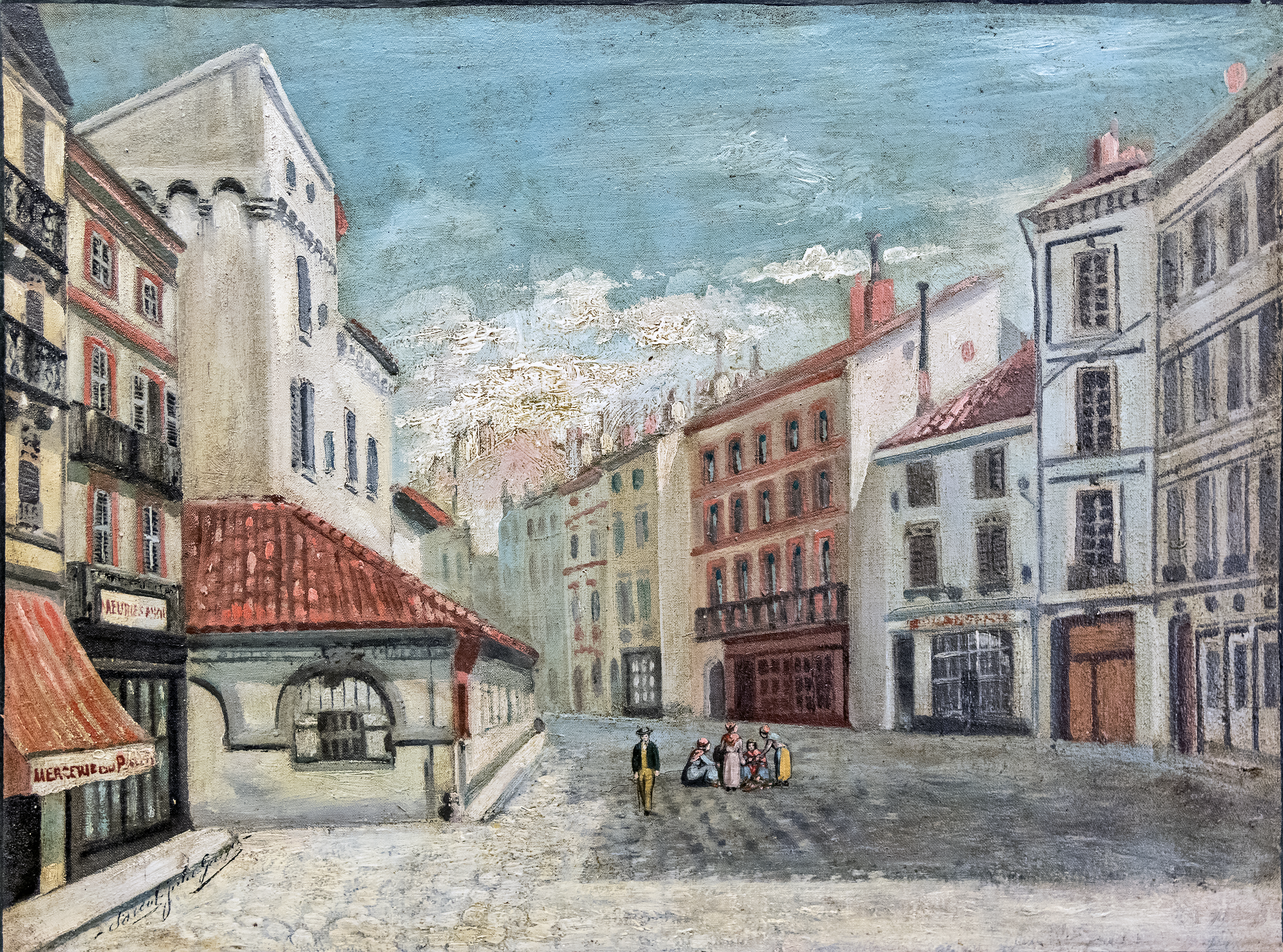
La Trésorerie du Salin par Jules Georges Savent
Musée du Vieux Toulouse

Un premier bâtiment est construit à la fin du XIIIe siècle pour héberger la Trésorerie royale. Ce premier édifice était constitué d'une haute tour carrée de 20 m de haut flanquée de deux ailes couronnées de mâchicoulis. Ce bâtiment aurait accueilli Louis XI, Charles IX et Louis XIII lors de leurs passages à Toulouse. 
Au XVe siècle, la Trésorerie royale est remaniée. Des fenêtres à meneaux sont percées, ainsi que des portes dont une subsiste sur le mur ouest du temple. 
La Trésorerie royale est démantelée à la Révolution et le bâtiment devient propriété de l'État. Des religieuses s'installent en 1807, et jusqu'à la dissolution de leur congrégation en 1904. Dans le courant du XIXe siècle, des travaux sont entrepris : la tour perd ses créneaux pour être couverte d'un toit à un seul pan. Une importante façade à galeries est construite, puis détruite en 1905 pour élargir la place. Les travaux, qui durent de 1909 à 1911, sont dirigés par l'architecte Léon Daures.
L’Association cultuelle de l'Église réformée de Toulouse achète la Trésorerie en 1908. L'édifice est alors assez délabré. Des travaux sont faits pour transformer les lieux en temple protestant : pose de vitraux (de Calmels), percement de fenêtres néoclassiques sur la façade, ainsi que d'une grande rose sculptée. Un orgue du facteur Théodore Puget est également installé, ainsi que des tribunes. 
Le monument est classé aux Monuments historiques en mai 1990. 

## Annexe